# П'ята планета (роман)
«П'я́та плане́та» (англ. Fifth Planet) — науково-фантастичний роман, написаний астрофізиком Фредом Гойлом та його сином Джеффрі Гойлом. Події в романі частково відбуваються як в майбутньому (можливо, далекі космічні подорожі), так і в минулому (світ все ще розділений, як у 1963 році). Важливою темою в книзі є телепатія, але вільний секс теж відіграє свою роль.

## Сюжет
Головними героями є Г'ю і Кеті Конвей, які живуть у 2087 році. Інша сонячна система повинна проходити близько до Сонця досить близько, щоб звичайні космічні апарати могли зафіксувати її. Чим ближче вона наближається до нас, тим більш очевидним є той факт, що в ній існує п'ять планет. Зоря приблизно в десять разів яскравіше, ніж Сонце, відповідно й більша відстань між планетами. При спостереженні за першими чотирма було виявлено, що вони газові гіганти, але потім була виявлена внутрішня П'ята планета. Виявлені ознаки хлорофілу, що свідчить про те, що вона придатна для життя людини. Експедиції з Радянського Союзу та США, які конкурують між собою та продовжують Зоряні війни, відвідують планету (вважається, що світовий баланс, який існував у 1963 році, залишився незмінним).
Американці відправляють експедицію з чотирьох чоловіків, які здивовані, що з ними не відправили жінку; Радянський Союз відправляє трьох чоловіків та одну жінку, чоловіки ж не розуміють навіщо з ними відправили жінку. Ця вигадана віха (жінка в космосі) була затьмарена реальністю незабаром після публікації, коли у червні 1963 року Валентина Терешкова стала першою жінкою в космосі на Востоку-6. Під час подорожі та після приземлення на планету екіпажі обох космічних капсул змушені співпрацювати.
Планета складається із зелених та помаранчевих поверхонь. Зелені ділянки, мабуть, складаються з трав, але річок не видно. Перші кроки на планеті стають катастрофічними, й астронавти змушені повертатися додому з невтішними результатами.